# New York Airways
New York Airways war eine Fluggesellschaft in den USA, die primär Hubschrauber betrieb. Sie bezeichnete sich selbst als die erste Hubschrauber-Verkehrsgesellschaft der Welt. Das Unternehmen beförderte Passagiere, Fracht und Post zwischen New York City und den New Yorker Flughäfen sowie zwischen diesen Flughäfen. Außerdem wurden einige Linien in die Umgebung von New York betrieben. Die Gesellschaft war Mitglied der IATA.

## Geschichte

### 1950er Jahre
New York Airways wurde im August 1949 gegründet und vermarktete anfangs vom LaGuardia Airport ausgehende Charterflüge. Im Jahr 1951 beantragte das Unternehmen bei der US-amerikanischen Luftfahrtbehörde Civil Aeronautics Board ein Air Operator Certificate, um Hubschrauberflüge zwischen den drei Flughäfen Idlewild, LaGuardia und Newark durchzuführen. Eine entsprechende Betriebsgenehmigung wurde am 5. Dezember 1951 erteilt.
Der vom Civil Aeronautics Board subventionierte Hubschrauber-Flugbetrieb  wurde am 15. Oktober 1952 mit drei Sikorsky S-55 zwischen den Flughäfen aufgenommen, wobei die Gesellschaft zunächst ausschließlich Postflugdienste durchführte. Am 18. Juli 1953 fanden erstmals planmäßige Beförderungen von Fluggästen zwischen den Flughäfen statt. New York Airways wurde damit zur ersten Hubschrauber-Passagierfluggesellschaft in den USA. Das Unternehmen stellte im Folgejahr zwei weitere S-55 in Dienst und schloss bis zum Jahresende 1953 Verträge mit der belgischen Sabena und der niederländischen KLM ab, so dass deren Passagiere die Verbindungen für Transferflüge nutzen konnten. Auch Pan Am ging am 2. Oktober 1955 eine entsprechende Kooperation mit der Gesellschaft ein. Planmäßige Dienste von den New Yorker Flughäfen nach New Brunswick und Trenton (beide New Jersey) nahm New York Airways am 4. August 1954 auf, gefolgt von Verbindungen nach Bridgeport am 2. September 1954 sowie Stamford (beide Connecticut) am 10. Oktober 1954. Auf einigen dieser Routen wurden, neben Post und Tageszeitungen, auch Fluggäste befördert. Im April 1955 bot die Gesellschaft planmäßige Passagierflüge von den drei Flughäfen nach New Brunswick, Stamford, Teterboro, Trenton und White Plains an.
New York Airways stellte am 4. August 1956 ihren ersten von insgesamt vier Hubschraubern des Typs Sikorsky S-58 in Dienst und musterte danach einige der bisher genutzten S-55 aus. Ab dem 15. Dezember 1956 erfolgten Passagier-Linienflüge von den drei Flughäfen in den Stadtteil Manhattan. Dort durfte anfangs nur eine Landeplattform am Hudson River (West 30th Street Heliport) angeflogen werden. Alle S-58 sowie die letzten S-55 wurden ab dem 28. Mai 1958 schrittweise durch fünf Vertol 44 ersetzt, die Platz für 15 Passagiere boten. Mit den neuen Hubschraubern führte die Gesellschaft ab dem 24. August 1958 auch touristische Rundflüge über New York durch. Anfang 1959 bestellte das Unternehmen fünf Kombinationsflugschrauber des Typs Fairey Rotodyne, deren Fertigung vom Hersteller aber verworfen wurde. Die Flotte bestand zu dieser Zeit aus fünf Vertol 44 und einer Bell 47. Im Jahr 1959 beförderte die Gesellschaft rund 120.000 Fluggäste und beschäftigte 206 Mitarbeiter.

### 1960er Jahre

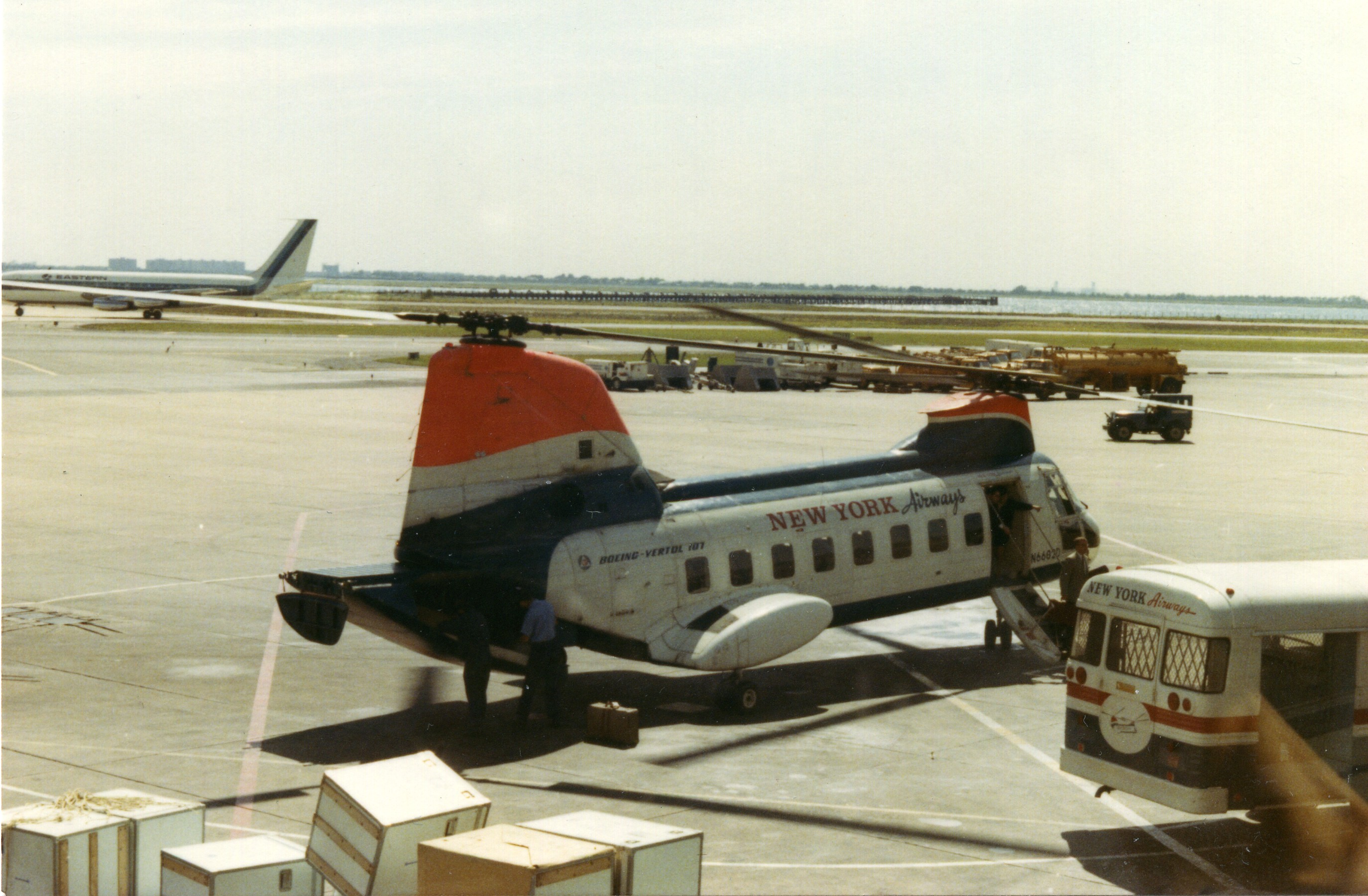
Eine Boeing-Vertol 107-II der New York Airways im Jahr 1967

Nach der Eröffnung des Downtown Manhattan Heliports am 8. Dezember 1960 nutzte New York Airways hauptsächlich diesen Landeplatz in der Stadt. Die Gesellschaft bestellte im selben Jahr zehn Boeing-Vertol 107-II, von denen sie aber zunächst nur fünf Maschinen abnahm. Dieser Typ kam ab dem 28. Juni 1962 im Linienverkehr zum Einsatz und löste bis Anfang 1963 die älteren Vertol 44 ab. An Bord der neuen Hubschrauber beschäftigte das Unternehmen erstmals Flugbegleiter. Als Ersatz für eine verunglückte Maschine (siehe Zwischenfälle) wurde im Frühjahr 1964 eine weitere Boeing-Vertol 107 übernommen, die vier anderen Bestellungen aber storniert. Stattdessen leaste die Gesellschaft im selben Jahr vom Hersteller Sikorsky drei werksneue Sikorsky S-61N, weil für die Weltausstellung New York World's Fair (1964/65) zusätzliche Kapazitäten benötigt wurden. Die drei Maschinen wurden primär für TWA betrieben. Im Vorfeld der Weltausstellung intensivierte auch Pan Am die Zusammenarbeit mit dem Unternehmen und erwarb zwei werksneue Boeing-Vertol 107, die sie an New York Airways vermietete und durch diese betreiben ließ. Beide Hubschrauber wurden zunächst dazu genutzt, Messebesucher von den Flughäfen zum Heliport auf dem Ausstellungsgelände zu fliegen. Langfristig war geplant, mit ihnen eine Verbindung vom Pan Am Building zum John F. Kennedy Airport einzurichten. Hierzu wurden am 3. März 1965 erste Versuchsflüge durchgeführt. Der planmäßige Verkehr vom Pan Am Building begann am 21. Dezember 1965.
Der Flugbetrieb von New York Airways war von Beginn an stark defizitär und musste vom Civil Aeronautics Board durch immer höhere Beträge subventioniert werden. Die öffentlichen Mittel, welche die drei Hubschrauber-Fluggesellschaften Chicago Helicopter Airways, Los Angeles Airways und New York Airways erhielten, wurden im Jahr 1964 auf insgesamt 4,3 Millionen US-Dollar gedeckelt, davon bekam das New Yorker Unternehmen mit 1,9 Millionen USD den größten Anteil. Im Januar 1965 kündigte US-Präsident Johnson an, dass die Hubschrauber-Gesellschaften noch bis zum Jahresende 1967 subventioniert werden würden. Der US-Kongress beschloss jedoch im Mai 1965, sämtliche Zahlungen schon im Folgemonat einzustellen. Um das drohende Betriebsende von New York Airways abzuwenden, übernahmen Pan Am und TWA am 25. Juni 1965 zusammen 40 % der Gesellschaftsanteile und unterstützten das Unternehmen danach finanziell.
New York Airways setzte im Anschluss ihren Betrieb hauptsächlich für die Partnerfluggesellschaften fort, wobei sie deren Passagiere vom Downtown Manhattan Heliport beziehungsweise vom Pan Am Building zu den jeweiligen Terminals auf dem John F. Kennedy Airport beförderte. Daneben wurden weiterhin Shuttle-Dienste zwischen den New Yorker Flughäfen sowie ins Umland geflogen. Im Geschäftsjahr 1967 beförderte das Unternehmen 538.000 Passagiere und stellte damit einen landesweiten Rekord unter den Hubschrauber-Fluggesellschaften auf. Aufgrund des Fluglärms und wegen Sicherheitsbedenken verlängerte das Civil Aeronautics Board die Streckenrechte zum Pan Am Building im selben Jahr letztmals, so dass der Betrieb von diesem Gebäude am 15. Februar 1968 beendet werden musste. Am 25. April 1968 stellte TWA ihre Hilfszahlungen an das Unternehmen ein. Daraufhin übernahm Pan Am 45 % der Gesellschaftsanteile und wurde zum Hauptanteilseigner. Pan Am bestellte fünf Sikorsky S-61L für New York Airways, die ab Frühjahr 1970 die Boeing-Vertol 107 ersetzen sollten. Um die Betriebskosten zu senken, kamen ab dem 15. November 1968 geleaste De Havilland Canada DHC-6 Twin Otter auf den Verbindungen zwischen den New Yorker Flughäfen zum Einsatz.

### 1970er Jahre
Im März 1970 bestand die Flotte der New York Airways aus vier Boeing-Vertol 107-II, zwei De Havailland DHC-6 sowie aus zwei Sikorsky S-61L, die sie im selben Monat in Dienst gestellt hatte. Aufgrund der hohen Betriebskosten reduzierte das Unternehmen die Anzahl ihrer täglichen Flugfrequenzen sowie die Flottengröße. Die vier Boeing-Vertol 107-II wurden bis Mai 1971 durch nur zwei Sikorsky weitere S-61L ersetzt. Im Geschäftsjahr 1971 beförderte das Unternehmen 332.112 Passagiere, flog aber einen Verlust in Höhe von 234.749 USD ein. Zu dieser Zeit bot die Gesellschaft halbstündige, statt viertelstündige Verbindungen zwischen den drei New Yorker Flughäfen an und führte Linienflüge vom Downtown Manhattan Heliport zum John F. Kennedy Airport, LaGuardia Airport sowie nach Morristown (New Jersey) durch. Nach Ausmusterung der letzten De Havailland DHC-6 setzte New York Airways ab Ende 1971 ihren Betrieb mit den vier vorhandenen S-61L fort. Das Streckennetz umfasste im Jahr 1973 achtzig Kilometer. Im Geschäftsjahr 1975 verzeichnete die Gesellschaften einen 18%igen Rückgang bei den Buchungszahlen und beförderte 281.199 Passagiere.
Nach Einstellung der Flüge vom Pan Am Building hatten sich New York Airways und Pan Am ab Dezember 1968 mehrfach um eine Wiedereröffnung des Heliports bemüht, jedoch keine entsprechende Genehmigung erhalten. Erst im Dezember 1976 stimmten das New York City Board of Estimate und die Federal Aviation Administration einer erneuten Betriebsaufnahme zu. Der Linienverkehr vom Pan Am Building begann am 1. Februar 1977 erneut, musste aber bereits am 16. Mai 1977 infolge eines Unfalls endgültig aufgegeben werden (siehe Zwischenfälle). Der Flugunfall führte zu einem weiteren Passagierrückgang, so dass die verunglückte Maschine nicht durch einen neuen Hubschrauber ersetzt wurde.
Nach einem weiteren Unfall am 18. April 1979 (siehe Zwischenfälle) stellte die Gesellschaft den Flugbetrieb im Folgemonat ein und beantragte gleichzeitig Gläubigerschutz nach dem Chapter 11 des US-Insolvenzrechts. Aufgrund der zwei technisch bedingten Flugunfälle wurde während des Insolvenzverfahrens ein mehrjähriger Rechtsstreit gegen den Hersteller Sikorsky geführt. Der Rechtsstreit endete am 29. Mai 1983 in einem Vergleich, wobei sich Sikorsky zur Zahlung eines Betrags in Höhe von 6 Millionen US-Dollar verpflichtete. Hierdurch konnte New York Airways nahezu alle Forderungen ihrer Gläubiger begleichen.

## Flotte
Im Lauf ihrer Geschichte betrieb New York Airways folgende Luftfahrzeuge:
- Bell 47J (betrieben von ca. 1959 bis 1960)
- Boeing-Vertol 107-II (betrieben von 1962 bis 1971)
- De Havilland Canada DHC-6-200 und DHC-6-300 (betrieben von 1968 bis 1971)
- Sikorsky S-55, S-55A und S-55C (betrieben von 1952 bis 1958)
- Sikorsky S-58C (betrieben von 1956 bis 1958)
- Sikorsky S-61L und S-61N (S-61N betrieben von 1964 bis ca. 1967, S-61L betrieben von 1970 bis 1979)
- Vertol 44A und 44B (betrieben von 1958 bis 1963)

## Zwischenfälle
New York Airways verzeichnete fünf Totalverluste von Luftfahrzeugen mit insgesamt 17 Todesfällen:
- Am 30. November 1956 geriet eine Sikorsky S-58C (Kennzeichen: N877) nach einem Zwischenfall auf einem Trainingsflug in Brand. Der Hubschrauber wurde danach nicht mehr betrieben und als Totalverlust verbucht.[14]
- Am 14. Oktober 1963 stürzte eine Boeing-Vertol 107-II (N6673D) kurz nach dem Abheben vom Flughafen Idlewild infolge eines Ermüdungsbruches im Hauptrotor ab. Alle sechs Insassen, drei Passagiere und drei Besatzungsmitglieder, kamen ums Leben (siehe auch New-York-Airways-Flug 600).[15]
- Am 15. Juli 1969 verunglückte eine De Havilland Canada DHC-6-200 Twin Otter (N558MA) unmittelbar nach dem Start vom John F. Kennedy International Airport. Die Maschine war in die Wirbelschleppe eines zuvor gestarteten Verkehrsflugzeugs des Typs Boeing 707 geraten. Drei der 14 Insassen kamen ums Leben (siehe auch New-York-Airways-Flug 901).[16]
- Am 16. Mai 1977 brach das rechte Hauptfahrwerk einer Sikorsky S-61L (N619PA), nachdem sie zweieinhalb Minuten zuvor auf der Dachplattform des Pan Am Buildings gelandet war. Der Hubschrauber kippte auf die Seite, wobei der laufende Hauptrotor Bodenkontakt bekam und zersplitterte. Vier Passagiere, die gerade zusteigen wollten, wurden von den Rotorblättern erschlagen. Mehrere Trümmerteile stürzten vom Dach herab und töteten eine Fußgängerin. Weitere 24 Personen wurden verletzt, davon zwei schwer (siehe auch New-York-Airways-Flug 972 (1977)).[17][18]
- Am 18. April 1979 verlor eine Sikorsky S-61L (N618PA) kurz nach dem Start vom Flughafen Newark ein Blatt des Heckrotors. Zu diesem Zeitpunkt befand sich die Maschine in einer Höhe von 1.200 Fuß (etwa 365 Meter). Die Piloten leiteten aufgrund der Unwucht einen Notsinkflug ein und entschieden, nach Newark zurückzukehren. Infolge der durch die Unwucht verursachten Vibrationen löste sich der Heckrotor in einer Flughöhe von 150 Fuß (etwa 45 Meter) vollständig vom Rumpf. Der Hubschrauber kippte daraufhin über die Nase ab und ging in einen steilen Sturzflug über. Beim Aufprall kamen drei Passagiere ums Leben, zehn weitere Fluggäste und drei Besatzungsmitglieder wurden schwer verletzt (siehe auch New-York-Airways-Flug 972 (1979)).[2]

Weitere Luftfahrzeuge wurden bei Zwischenfällen zum Teil schwer beschädigt. Unter anderem mussten am 16. Juli und 27. August 1962 zwei Boeing-Vertol 107 infolge technischer Defekte notwassern. Die mit aufblasbaren Hilfsschwimmern ausgestatteten Hubschrauber konnten geborgen und wieder in Betrieb genommen werden.